# 蒔田廣定
蒔田廣定（日语：〔〕／ Maita Hirosada，？—1636年9月22日）是日本安土桃山時代至江戶時代前期武將、大名。備中淺尾藩的初代藩主。

## 生平
在尾張國織津出生，家中次男。仕於豐臣秀吉並成為小姓頭。在文祿元年（1592年）開始的朝鮮出兵中屯駐在肥前名護屋城。文祿4年（1595年），因為父親廣光死去而繼承家督和父親的所領伊勢雲出1萬石。在慶長5年（1600年）的關原之戰中加入西軍並参與進攻並佔領東軍的伊勢安濃津城。不過最終西軍在關原本戰中敗北，於是逃到高野山蟄居，所領被沒收。
後來因為岳父大島光義、淺野長政和淺野幸長等人為其辯護而被赦免，被賜予備中淺尾1萬石並建立淺尾藩。在大坂之陣後成為德川秀忠的御伽眾。在元和9年（1623年）、寬永3年（1626年）跟隨秀忠、家光父子上洛。在寬永13年（1636年）死去。

Template:雲出藩主